# Acquaneve
In meteorologia con il termine acquaneve si intende una precipitazione di neve parzialmente fusa che cade al suolo con tracce di cristallizzazione. Di solito è piuttosto fine e trasparente, non bianca come la neve in senso proprio, ma può contenere una certa quantità di neve al proprio interno. Il codice METAR è RASN. È distinta dalla neve mista a pioggia la quale invece presenta fiocchi di neve intervallati da gocce di pioggia. A mano a mano che l'acquaneve cade la temperatura tende a diminuire, per cui è possibile che una precipitazione nata come acquaneve si trasformi in neve dopo un certo tempo. È detta anche acqua grassa.

## Descrizione
L'acquaneve cade di solito quando la temperatura è sui 1-2 °C mentre agli strati superiori dell'atmosfera la temperatura è inferiore. Quindi, per il gradiente termico, al suolo la neve, che era rimasta tale fino a 100-200 m si scioglie perché incontra temperature più alte. Non tutta la neve riesce a raggiungere lo stato liquido ed ecco che si determina l'acquaneve. Il fenomeno è frequente sulle coste nord adriatiche durante le entrate fredde con vento di bora, che si scalda sul mare e porta aria calda nei bassi strati facendo sì che la neve raggiunti i 200 m circa incontri lo strato caldo e si sciolga a volte parzialmente dando vita al fenomeno dell'acquaneve.
Popolarmente sia l'acquaneve sia la neve tonda possono venir chiamate nevischio, sebbene gli studiosi indichino con questo termine la precipitazione solida corrispondente alla pioviggine, quindi neve molto fine, ma non a granelli né mista a pioggia.